# امپراتوری بیزانس تحت خاندان آنجلوس
امپراتوری بیزانس تحت خاندان آنجلوس (انگلیسی: Byzantine Empire under the Angelos dynasty)، به دورانی از امپراتوری از بیزانس اطلاق می‌شود که پس از روی کار آمدن ایزاک دوم از خاندان آنجلوس تا سقوط قسطنطنیه طی جنگ‌های صلیبی ادامه یافت. طی این دوران بیزانس، ضرباتی جبران ناپذیر همچون نبرد ملازگرد، جنگ صلیبی چهارم و سقوط و غارت و محاصره قسطنطنیه خورد که باعث فروپاشی تدریجی این امپراتوری طی قرون بعدی بدست ترکان عثمانی شد.